# Grabšinci
Grabšinci so naselje v Občini Sveti Jurij ob Ščavnici.